# Borussia-Park
Het Borussia-Park in Mönchengladbach is het thuisstadion van de Duitse voetbalclub Borussia Mönchengladbach. Het verving het kleinere Bökelbergstadion, dat niet meer aan de moderne veiligheidsnormen en internationale voorwaarden voldeed. Het Borussia-Park heeft een capaciteit van 54.067 toeschouwers.
Het nieuwe stadion, geopend op 30 juli 2004, wordt gekenmerkt door VIP-lounges, een fanshop, bar en museum. Het stadion heeft ongeveer 85 miljoen euro gekost.